# Omorgus endroedyi
Omorgus endroedyi is een keversoort uit de familie beenderknagers (Trogidae). De wetenschappelijke naam van de soort is voor het eerst geldig gepubliceerd in 1979 door Scholtz.